# André Luiz Eloi
André Luiz Eloi Ferraz est un joueur brésilien de volley-ball né le 11 novembre 1981 à São José do Rio Preto. Il mesure 1,95 m et joue passeur.

## Clubs
| Club                    | De        | À         |
| ----------------------- | --------- | --------- |
| Club Náutico Hacoaj     | 2003-2004 | 2004-2005 |
| Noliko Maaseik          | 2005-2006 | 2006-2007 |
| VC Handelsgids Averbode | 2007-2008 | 2007-2008 |
| Al Ahli Sports Club     | 2008-2009 | 2008-2009 |
| Group D'Arté Averbode   | 2009-2010 | 2009-2010 |
| Noliko Maaseik          | 2010-2011 | 2010-2011 |
| Spacer's de Toulouse    | 2011-2012 | ...       |

## Palmarès
- Championnat du monde des moins 21 ans (1)
  - Vainqueur : 2001

- Championnat de Belgique  (1)
  - Vainqueur : 2011

- Coupe de France 
  - Finaliste : 2013